# کامو آرزومانیان
کامو آرزومانیان (ارمنی: Կամո Արզումանյան؛ زادهٔ ۱۴ مهٔ ۱۹۵۶ - درگذشته ۱۳ آوریل ۲۰۱۹) بازیگر اهل ارمنستان بود.

## زندگی‌نامه
وی در ۱۴ مهٔ ۱۹۵۶ در یغوارد به دنیا آمد و از  فارغ‌التحصیل گشت. وی برنده جوایزی همچون مدال طلای وزارت فرهنگ جمهوری ارمنستان (۲۰۱۵)، مدال گارگین نژده (۲۰۱۴), مدال وازگن سارگسیان (۲۰۱۲), مدال لوریس ملیکوف، مدال آکسل باکونتس (۲۰۱۱)، مدال موسس خورناتسی (۲۰۰۶) و هنرمند افتخاری جمهوری ارمنستان (۲۰۰۳) است. وی در ۱۳ آوریل ۲۰۱۹ در سن ۶۲ سالگی در کاپان درگذشت.